# Efthymios Warlamis

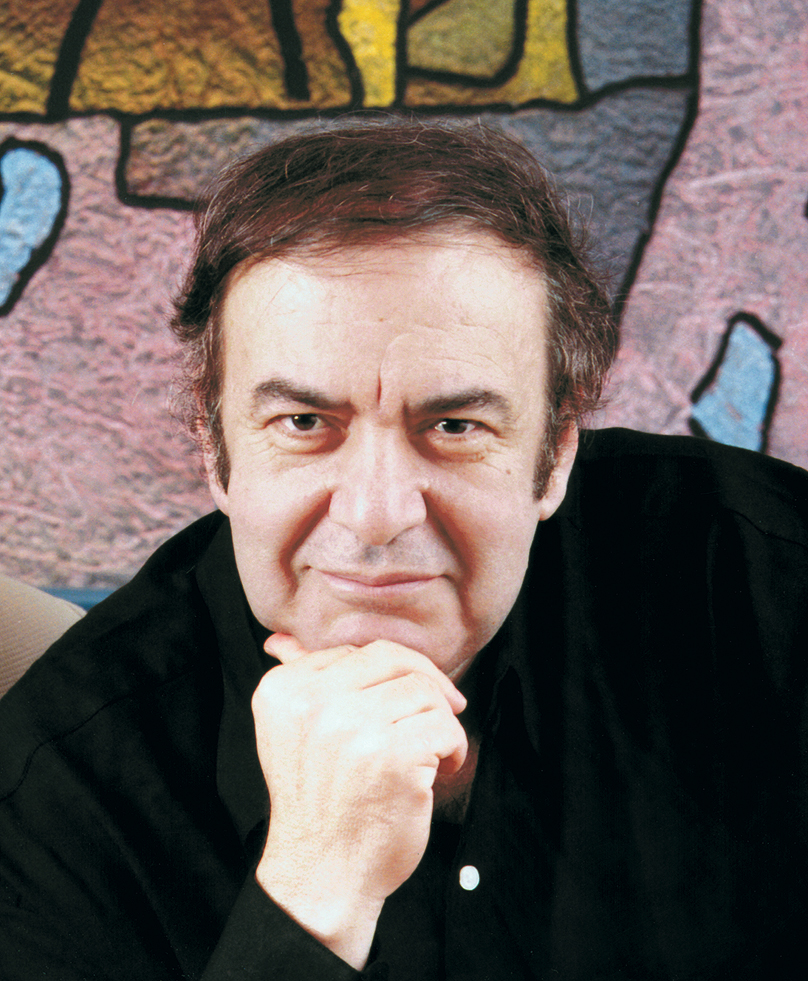
Makis E. Warlamis

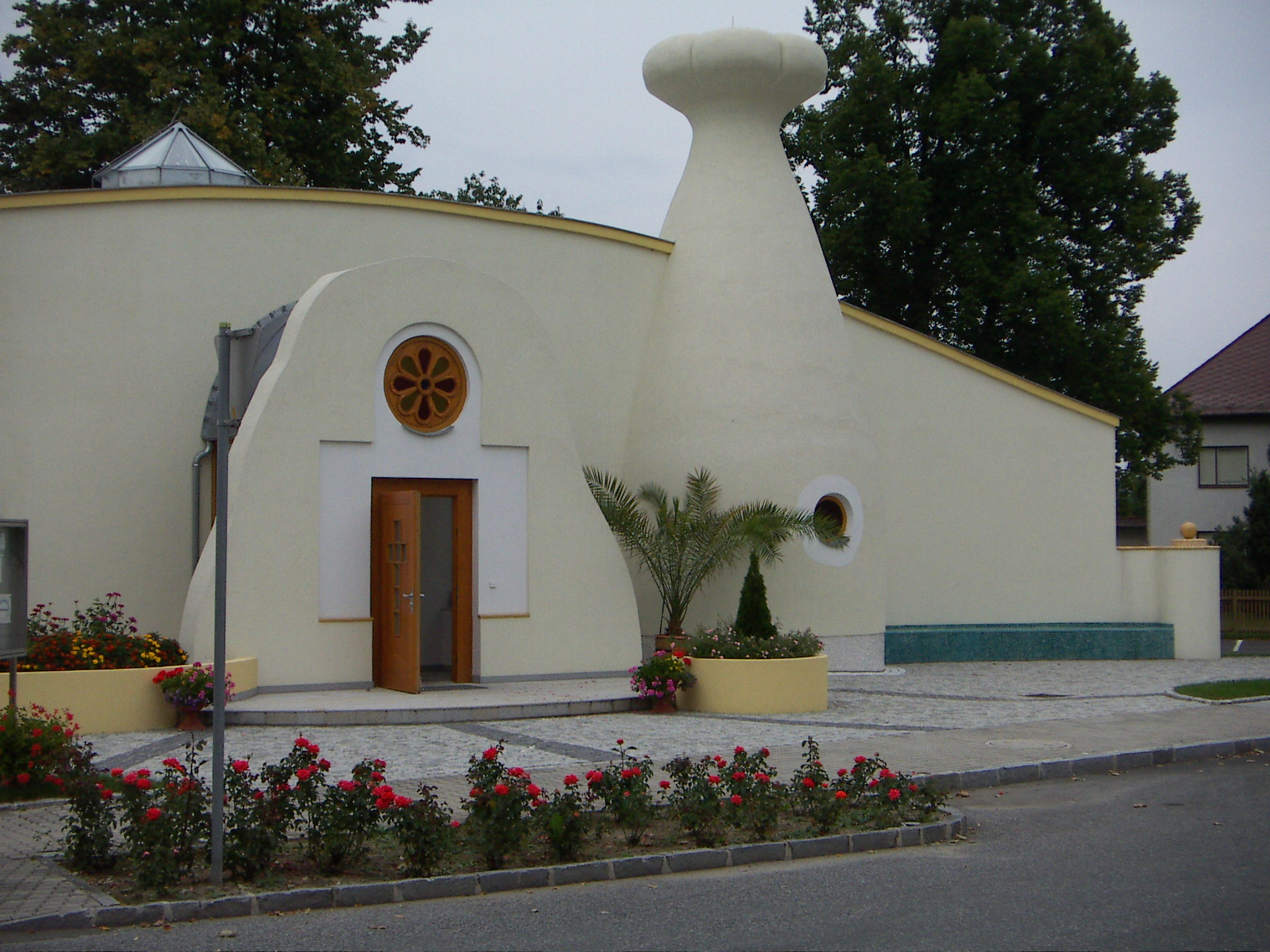
Evangelische Kirche Waidhofen an der Thaya

Efthymios „Makis“ Warlamis (auch: Efthymis, griechisch Ευθύμιος «Μάκης», «Ευθύμης» Βαρλάμης Efthymios Varlamis; * 1942 in Veria, in Zentralmakedonien, Griechenland; † 27. Dezember 2016) war ein griechisch-österreichischer Architekt, Maler, Designer, Dichter, Schriftsteller, Pädagoge und Museumsgründer.

## Leben
Warlamis studierte an der Hochschule für angewandte Kunst Wien, wo er in den Jahren 1974 bis 1981 in der Abteilung für Architektur einen Lehrauftrag hatte sowie an anderen europäischen Universitäten. 1995 leitete er die „World Ecological Academy of Santorini“, die im Rahmen eines Kooperationsprogrammes europäischer Universitäten durchgeführt wurde. 1988 leitete Warlamis die Meisterklasse für experimentelle Architektur „Für ein natur- und menschengerechteres Bauen“ an der Internationalen Sommerakademie für Bildende Kunst Salzburg in Zusammenarbeit mit Friedensreich Hundertwasser.
Warlamis war ein vielseitiger Künstler. Neben seinem Grundberuf als Architekt arbeitete er als Bildhauer, Maler, Designer und Schriftsteller. Er hatte Ausstellungen in Museen und Ausstellungszentren in Europa, USA, Asien und Ägypten. Seine Werke sind in internationalen öffentlichen und privaten Sammlungen wie der Graphischen Sammlung der Albertina Wien, Museum Moderner Kunst Wien, DAM Deutsches Architekturmuseum Frankfurt, Sammlung Alexander Jolas, Sammlung des Landes NÖ, Sammlung Liaunig vertreten.
1992 gründete er zusammen mit seiner Frau Heide das Internationale Zentrum für Kunst und Design I.DE.A. in Schrems, dessen Leitung er seither innehatte. Er plante und baute das Kunstmuseum Waldviertel, das 2009 in Schrems eröffnet wurde.
Seit 1975 war er mit der 1942 in Klagenfurt geborenen Künstlerin Heide Warlamis verheiratet, mit der er eine gemeinsame Tochter hat. Seit 1986 lebte und arbeitete er in Schrems.

## Projekte und Bauten
- Projekt für die Musikhalle Hamburg
- Kirche der Frohen Botschaft in Waidhofen/Thaya
- 2004: Evangelische Kirche Waidhofen an der Thaya
- 2009: Kunstmuseum Waldviertel mit dem Skulpturenpark, Schrems

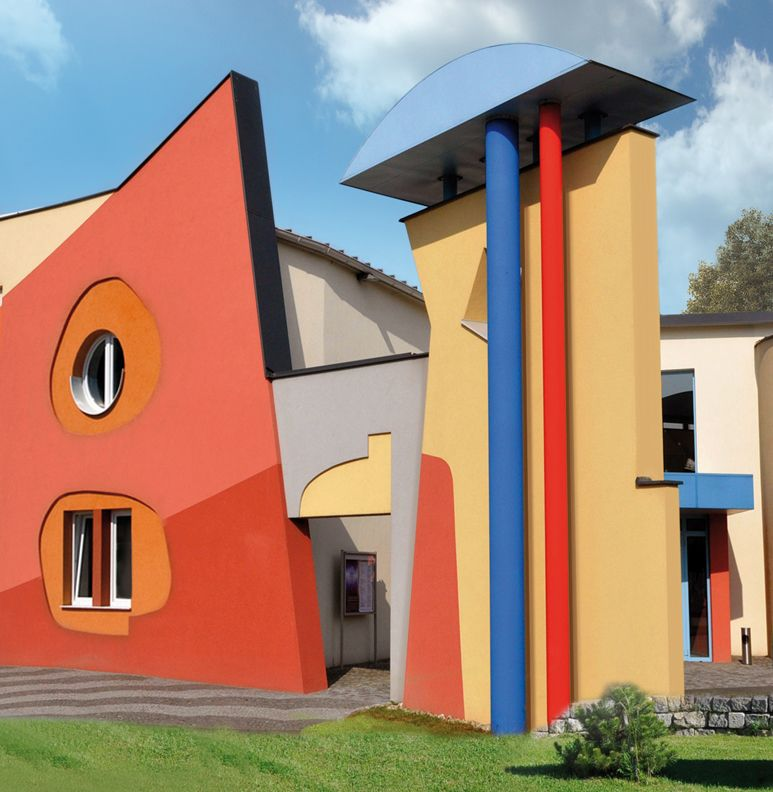
Eingang zum Kunstmuseum Waldviertel

## Ausstellungen
- 1985 Une City Imaginaire. Deutsches Architekturmuseum, Frankfurt am Main
- 2012 Heide & Makis Warlamis: frontal. Kunst für Europa. Neueste Werke und einen Querschnitt aus dem Gesamtschaffen der beiden Künstler, Künstlerhaus Wien[3]
- 2013 Poesie der Türme. Gemalte Impressionen Krems-Wachau. Loisium, Langenlois
- 2014 Athos. Der heilige Berg. im Kunstmuseum Waldviertel
- 2015 Das unbekannte Universum. im Kunstmuseum Waldviertel
- 2016 Traumhaus. im Kunstmuseum Waldviertel

## Publikationen
- Hamburg. Experimentelle Architektur. 1978–1982. Ausstellungskatalog, deutsch und englisch, MUMOK, Wien 1982, Schriftenreihe des Museums Moderner Kunst Nr. 20.
- Efthymios Warlamis. Bildband, Übersetzung von Gertrude Maurer, Deutsches Architekturmuseum, Frankfurt am Main 1988, ISBN 3-900552-00-2.
- Geheimnis Hundertwasser. Styria Verlag, Graz 2001, ISBN 3-222-12849-9.
- Ist Gott ein Türke? (Einai turkos o theos) Übersetzung von Ulrike Müller-Kaspar, Molden Verlag, Wien 2003, ISBN 3-85485-102-2.
- Thaures-Der gläserne Pilz, Das Kunstmuseum Waldviertel, Schrems 2009, ISBN 978-3-900552-41-1.
- Mein geliebtes Griechenland Übersetzung von Birgit Hildebrand, Das Kunstmuseum Waldviertel, Schrems 2009, ISBN 978-3-900552-42-8.
- mit Heide Warlamis: frontal. Kunst für Österreich. Ausstellungskatalog Künstlerhaus Wien 2012, mit Volker Fischer: Zum Kunst-Kosmos von Heide und Makis Warlamis. Edition Kunstmuseum Waldviertel - IDEA Verlag, ISBN 978-3-900552-55-8.

## Auszeichnungen

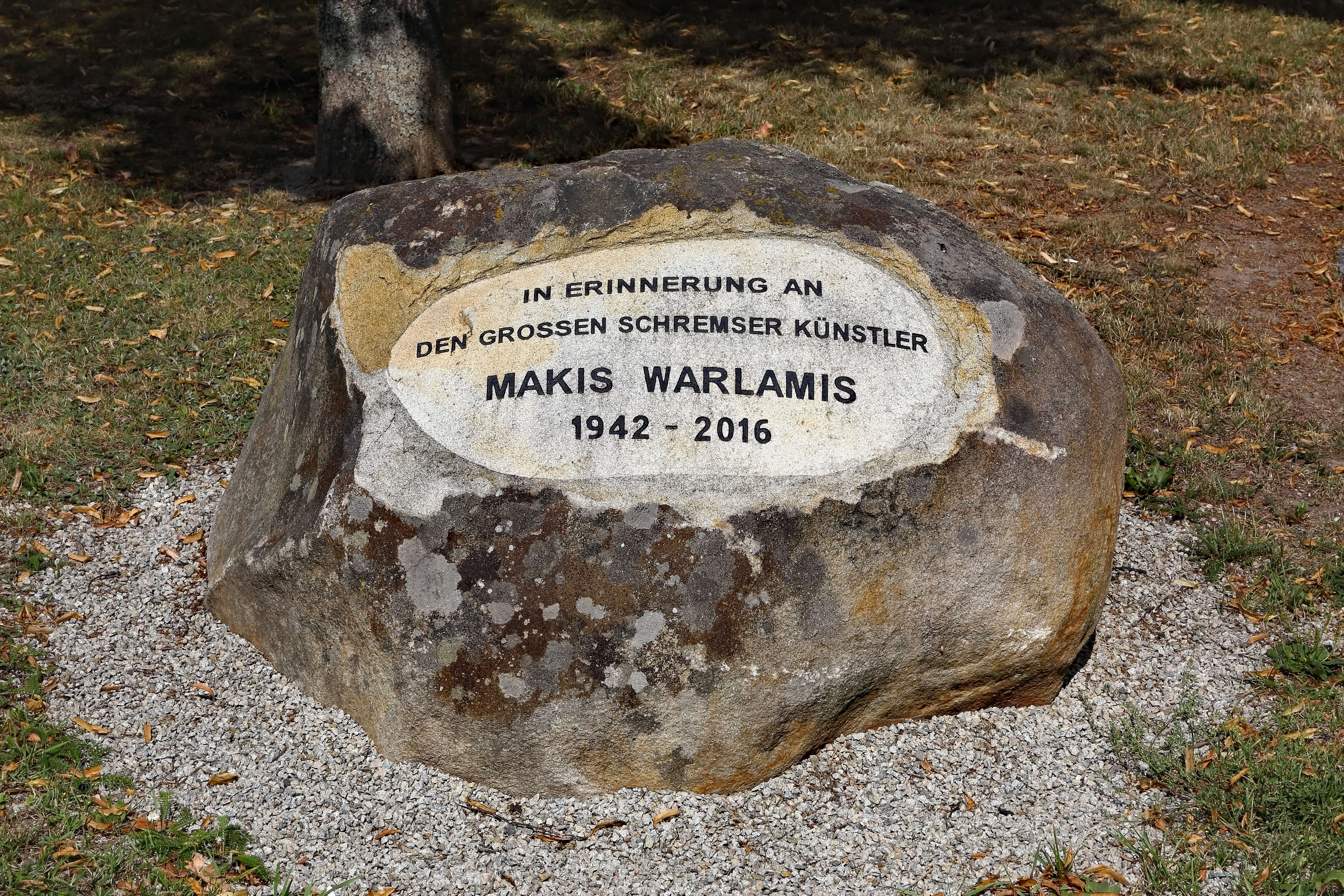
Gedenkstein für Warlamis in Schrems

- Goldenes Ehrenzeichen für Verdienste um das Land Niederösterreich (2009)[4]
- Österreichisches Ehrenkreuz für Wissenschaft und Kunst (2010)
- Wappenring der Stadtgemeinde Schrems
- Ehrenmitgliedschaft in der Russischen Akademie der Künste
- Ernennung zum Honorarprofessor der Universität für Kunst und Design Cluj-Napoca